# Joseph Streidt
Joseph Streidt (* 20. März 1905 in Wien; † 28. Januar 1961 ebenda) war Weihbischof in der Erzdiözese Wien.

## Leben
In Wien geboren, besuchte Streidt das Gymnasium in Graz. Er studierte zunächst Rechtswissenschaften, ehe er 1927 in das Wiener Priesterseminar eintrat und ein Studium der Theologie an der Universität Wien aufnahm. Seit 1927 war er Mitglied der katholischen Studentenverbindung KÖStV Austria Wien, damals im CV, heute im ÖCV.  Am 19. Juli 1931 empfing er die Priesterweihe. Er diente zwei Jahre lang als Kaplan in Bruck an der Leitha.
Von 1933 bis 1937 war Streidt Zeremoniar bei Kardinal Theodor Innitzer. 1937 wurde er zum Dr. theol. promoviert. Darauf folgte ein Studium des Kirchenrechts an der Päpstlichen Universität Gregoriana in Rom. Nach seiner Rückkehr nach Wien war er Domvikar und Domprediger in St. Stephan. Während des Zweiten Weltkrieges leitete er die Rechtsabteilung des erzbischöflichen Ordinariats. 1948 wurde er zum Domkapitular ernannt.
1945 wurde ihm der Titel eines Päpstlichen Ehrenkämmerers (Monsignore) verliehen, 1952 wurde er Päpstlicher Hausprälat. Am 6. Mai 1953 berief ihn Kardinal Innitzer als Nachfolger von Jakob Weinbacher zum Generalvikar der Erzdiözese Wien. In diesem Amt wurde er von Innitzers Nachfolger, Franz König, bestätigt.
Am 3. August 1956 wurde er zum Weihbischof in Wien und Titularbischof von Macri ernannt. Die Bischofsweihe spendete ihm am 28. Oktober desselben Jahres Erzbischof Franz König; Mitkonsekratoren waren Franz Jáchym, Weihbischof in Wien, und Joseph Schoiswohl, Bischof von Graz-Seckau.
Am 28. Januar 1961 erlitt Streidt während einer Konferenz einen Herzanfall, an dessen Folgen er starb.
Der Sportmoderator Sigi Bergmann ist sein Neffe.